# Gig Young
Gig Young, pseudonimo di Byron Elsworth Barr (St. Cloud, 4 novembre 1913 – New York, 19 ottobre 1978), è stato un attore statunitense.

## Biografia
Vinse il premio Oscar al miglior attore non protagonista nel 1970 per la sua interpretazione nel film Non si uccidono così anche i cavalli?. Per il suo contributo all'industria dello spettacolo, Young è ricordato con una stella all'Hollywood Walk of Fame, al 6821 dell'Hollywood Boulevard.
Fu sposato cinque volte; dalla quarta moglie, Elaine Williams, poi Elaine Young, agente immobiliare, nel 1964 ebbe la figlia Jennifer Young, che divenne cantante e scrittrice.
Afflitto da alcolismo, nel 1974 avrebbe dovuto interpretare il ruolo di Waco Kid nel film comico Mezzogiorno e mezzo di fuoco di Mel Brooks, ma collassò sul set durante il suo primo giorno di riprese e fu licenziato da Brooks, che lo sostituì con Gene Wilder.
Morì nel 1978 a New York, nel suo appartamento all'Osborne Building, dopo aver assassinato la moglie trentunenne Kim Schmidt, sposata tre settimane prima. Young si tolse la vita con un colpo di pistola, ma le cause dell'omicidio-suicidio rimangono tuttora non chiarite.

## Filmografia

### Cinema
- Il circo insanguinato (The Wagons Roll at Night), regia di Ray Enright (1941)
- Il sergente York (Sergeant York), regia di Howard Hawks (1941)
- Bombardieri in picchiata (Dive Bomber), regia di Michael Curtiz (1941)
- Un piede in paradiso (One Foot in Heaven), regia di Irving Rapper (1941)
- Benvenuti al reggimento! (You're in the Army Now), regia di Lewis Seiler (1941)
- La storia del generale Custer (They Died with Their Boots On), regia di Michael Curtiz (1941)
- Il signore resta a pranzo (The Man Who Came to Dinner), regia di William Keighley (1942)
- L'uomo questo dominatore (The Male Animal), regia di Elliott Nugent (1942)
- Le tre sorelle (The Gay Sisters), regia di Irving Rapper (1942)
- Arcipelago in fiamme (Air Force), regia di Howard Hawks (1943)
- L'amica (Old Acquaintance), regia di Vincent Sherman (1943)
- Non mi sfuggirai (Escape Me Never), regia di Peter Godfrey (1947)
- La castellana bianca (The Woman in White), regia di Peter Godfrey (1948)
- I tre moschettieri (The Three Musketeers), regia di George Sidney (1948)
- La strega rossa (Wake of the Red Witch), regia di Edward Ludwig (1948)
- La sete dell'oro (Lust for Gold), regia di S. Sylvan Simon (1949)
- Nessuna pietà per i mariti (Tell It to the Judge), regia di Norman Foster (1949)
- L'avamposto degli uomini perduti (Only the Valiant), regia di Gordon Douglas (1951)
- L'assalto delle frecce rosse (Slaughter Trail), regia di Irving Allen (1951)
- L'ingenua maliziosa (Too Young to Kiss), regia di Robert Z. Leonard (1951)
- Alcool (Come Fill the Cup), regia di Gordon Douglas (1951)
- Vita inquieta (The Girl Who Had Everything), regia di Richard Thorpe (1953)
- La città che non dorme (City That Never Sleeps), regia di John H. Auer (1953)
- Arena, regia di Richard Fleischer (1953)
- La maschera e il cuore (Torch Song), regia di Charles Walters (1953)
- Tu sei il mio destino (Young at Heart), regia di Gordon Douglas (1954)
- Ore disperate (The Desperate Hours), regia di William Wyler (1955)
- La segretaria quasi privata (Desk Set), regia di Walter Lang (1957)
- 10 in amore (Teacher's Pet), regia di George Seaton (1958)
- Il tunnel dell'amore (Tunnel of Love), regia di Gene Kelly (1958)
- Tutte le ragazze lo sanno (Ask Any Girl), regia di Charles Walters (1959)
- Inchiesta in prima pagina (The Story on Page One), regia di Clifford Odets (1959)
- Il visone sulla pelle (That Touch of Mink), regia di Delbert Mann (1962)
- Pugno proibito (Kid Galahad), regia di Phil Karlson (1962)
- Il coltello nella piaga (Le couteau dans la plaie), regia di Anatole Litvak (1962)
- Per soldi o per amore (For Love or Money), regia di Michael Gordon (1963)
- Le astuzie della vedova (A Ticklish Affair), regia di George Sidney (1963)
- Strani compagni di letto (Strange Bedfellows), regia di Melvin Frank (1965)
- La porta sbarrata (The Shuttered Room), regia di David Greene (1967)
- Non si uccidono così anche i cavalli? (They Shoot Horses, Don't They?), regia di Sydney Pollack (1969)
- Amanti ed altri estranei (Lovers and Other Strangers), regia di Cy Howard (1970)
- Un fiocco nero per Deborah, regia di Marcello Andrei (1974)
- Voglio la testa di Garcia (Bring Me the Head of Alfredo Garcia), regia di Sam Peckinpah (1974)
- Killer Elite (The Killer Elite), regia di Sam Peckinpah (1975)
- Hindenburg (The Hindenburg), regia di Robert Wise (1975)
- L'ultimo combattimento di Chen (Game of Death), regia di Robert Clouse (1978)

### Televisione
- Climax! – serie TV, episodio 4x01 (1957)
- Goodyear Theatre – serie TV, episodio 2x03 (1958)
- Ai confini della realtà (The Twilight Zone) – serie TV, episodio 1x05 (1959)
- L'ora di Hitchcock (The Alfred Hitchcock Hour) – serie TV, episodio 1x01 (1962)
- Sherlock Holmes a New York (Sherlock Holmes in New York), regia di Boris Sagal – film TV (1976)
- Spectre, regia di Clive Donner – film TV (1977)

## Doppiatori italiani
Nelle versioni in italiano dei suoi film, Gig Young è stato doppiato da:
- Pino Locchi in L'ingenua maliziosa, Vita inquieta, La maschera e il cuore, Pugno proibito, Strani compagni di letto, Ai confini della realtà
- Gianfranco Bellini in La storia del generale Custer, La castellana bianca, ll visone sulla pelle, Per soldi o per amore
- Giuseppe Rinaldi in L'avamposto degli uomini perduti, Tu sei il mio destino, Ore disperate, 10 in amore
- Adolfo Geri in L'amica, La sete dell'oro
- Stefano Sibaldi in Nessuna pietà per i mariti, Alcool
- Emilio Cigoli in La città che non dorme, Inchiesta in prima pagina
- Renato Turi in Tutte le ragazze lo sanno, Le astuzie della vedova
- Sergio Rossi in Voglio la testa di Garcia, Killer Elite
- Nino Pavese in Arcipelago in fiamme
- Mario Pisu in I tre moschettieri
- Giulio Panicali in La strega rossa
- Enrico Maria Salerno in La segretaria quasi privata
- Renzo Palmer in Il tunnel dell'amore
- Michele Kalamera in Non si uccidono così anche i cavalli?
- Luciano De Ambrosis in Hindenburg
- Roberto Villa in L'ultimo combattimento di Chen
- Gianluca Tusco ne L'amica (ridoppiaggio)
- Paolo Poiret in Tu sei il mio destino (ridoppiaggio)
- Sergio Graziani in L'ora di Alfred Hitchcock

## Riconoscimenti
- Premi Oscar 1952 – Candidatura all'Oscar al miglior attore non protagonista per Alcool
- Premi Oscar 1959 – Candidatura all'Oscar al miglior attore non protagonista per 10 in amore
- Premi Oscar 1970 – Oscar al miglior attore non protagonista per Non si uccidono così anche i cavalli?